# Scelio oxyae
Scelio oxyae är en stekelart som beskrevs av Timberlake 1932. Scelio oxyae ingår i släktet Scelio och familjen Scelionidae. Inga underarter finns listade i Catalogue of Life.